# ببغاء الشمس
ببغاء الشمس (Aratinga solstitialis) المعروف أيضًا في تربية الطيور باسم كونيور الشمس، هو ببغاء متوسط الحجم وذو ألوان زاهية، موطنه شمال شرق أمريكا الجنوبية. يتشابه الذكر والأنثى البالغان في المظهر ولهما مناقير سوداء اللون وريش أصفر ذهبي في الغالب، الأجزاء السفلية والوجه برتقالية اللون، والأجنحة والذيل باللون الأخضر والأزرق.
ببغاء الشمس طيور اجتماعية للغاية، تعيش عادة في مجموعات. تشكل أزواجًا أحادية الزواج للتكاثر، وتعشش في تجاويف النخيل في المناطق الاستوائية. تتغذى ببغاوات الشمس بشكل رئيسي على الفاكهة والزهور والتوت والأزهار والبذور والمكسرات والحشرات. عادة ما يتم تربية ببغاء الشمس في الأقفاص وقد يعيش حتى 30 عامًا. هذا النوع مهددة حاليًا بفقدان الموائل والصيد من أجل الحصول على الريش أو تجارة الحيوانات الأليفة. أُدرج ببغاء الشمس اليوم كنوع مهدد بالانقراض من قبل الاتحاد الدولي لحفظ الطبيعة.